# یاندیگانوو
یاندیگانوو (انگلیسی: Yandyganovo) یک شهرک در شهرستان میشکینسکی استان باشقیرستان کشور روسیه است.